# Südliche Liang
Die Südliche Liang (chinesisch 南凉, Pinyin Nánliáng; 397-414) war ein Staat der Sechzehn Reiche während der Jin-Dynastie (265-420) in China. Die Gründerfamilie Tufa stammte aus der Xianbei-Volksgruppe und war entfernt verwandt mit dem Kaiserhaus der Tuoba der Nördlichen Wei.  Nach dem Jin Shu, wurde der Name von Tuoba in Tufa geändert, weil einer der Tufa-Vorfahren auf einer Decke geboren wurde, und in der Sprache der Xianbei bedeutet „Tufa“ „Decke.“
Alle Herrscher Südlichen Liang riefen sich zu Kaisern („Wang“) aus.

## Herrscher der Südlichen Liang
| Tempelnamen        | Postumer Name   | Familienname und Vorname             | Dauer der Herrschaften | Äranamen und ihre Dauer            |                                |
| ------------------ | --------------- | ------------------------------------ | ---------------------- | ---------------------------------- | ------------------------------ |
| Liezu (烈祖 Lièzǔ) | Wu (武 Wǔ)      | Tufa Wugu (禿髮烏孤 Tūfǎ Wūgū)       | 397-399                | Taichu (太初 Tàichū) 397–399       |                                |
| existierte nicht   | Kang (康 Kāng)  | Tufa Lilugu (禿髮利鹿孤 Tūfǎ Lìlùgū) | 399-402                | Jianhe (建和 Jiànhé) 399–402       |                                |
| existierte nicht   | Jing (景; Jǐng) | Tufa Rutan (禿髮傉檀 Tūfǎ Rǔtán)     | 402-414                | Hongchang (弘昌 Hóngchāng) 402-404 | Jiaping (嘉平 Jiāpíng) 409-414 |